# Himmelsärtssläktet
Himmelsärtssläktet (Clitoria) är ett växtsläkte i familjen ärtväxter med cirka 30 arter och förekommer i tropiska och subtropiska regioner. Himmelsärt (C. ternatea) odlas ibland som krukväxt i Sverige.